# Pseudopallene longicollis
Pseudopallene longicollis är en havsspindelart som först beskrevs av Sars, G.O. 1888.  Pseudopallene longicollis ingår i släktet Pseudopallene och familjen Callipallenidae. Inga underarter finns listade i Catalogue of Life.